# Kələntərli
Kələntərli è un comune dell'Azerbaigian situato nel distretto di Bərdə. Conta una popolazione di 1 757 abitanti.